# Las Palomas, Ixhuatlán del Sureste
Las Palomas är en ort i Mexiko.   Den ligger i kommunen Ixhuatlán del Sureste och delstaten Veracruz, i den sydöstra delen av landet, 500 km öster om huvudstaden Mexico City. Las Palomas ligger 24 meter över havet och antalet invånare är 195.
Terrängen runt Las Palomas är platt. Runt Las Palomas är det ganska glesbefolkat, med 31 invånare per kvadratkilometer. Närmaste större samhälle är Villa Nanchital, 17,4 km norr om Las Palomas. Omgivningarna runt Las Palomas är en mosaik av jordbruksmark och naturlig växtlighet.